# Robin Krasniqi
Robin Krasniqi (* 1. April 1987 in Junik, SFR Jugoslawien, heute Kosovo) ist ein deutscher Profiboxer und ehemaliger Interimsweltmeister im Halbschwergewicht des Verbandes WBA und ehemaliger Weltmeister des Verbandes IBO.

## Leben
Krasniqi hatte als 15-Jähriger im Kosovo mit Karate angefangen. Er ist ein guter Freund des Boxers Luan Krasniqi. Robin Krasniqi kam am 6. November 2004 nach Deutschland und trainierte zunächst in der Münchner Boxfabrik. Danach wechselte er zur Magdeburger SES-Promotion. Neben einer Reihe von Aufbausiegen wurde er am 21. Oktober 2011 durch einen Technischen K. o. (TKO) in der vierten Runde gegen Abdelkahim Derghal neuer Europameister der WBO. Den Titel verteidigte er im Januar 2012 durch TKO in der zwölften Runde gegen Hakim Zoulikha. Durch einen K. o. in der vierten Runde gegen den ungeschlagenen Serdar Şahin gewann er am 25. August 2012 den Internationalen Meistertitel der WBO. Diesen verteidigte er knapp drei Monate später vorzeitig gegen Max Heyman.
Seit November 2012 wurde Krasniqi als Nummer 1 der Weltrangliste der WBO geführt und war damit offizieller Herausforderer des WBO-Weltmeisters Nathan Cleverly. Diesem unterlag er am 20. April 2013 in London einstimmig nach Punkten. Gegen den unbesiegten Emmanuel Danso gewann er im März 2014 den Internationalen Meistertitel der WBO, den er im Juli mit dem WBA-Kontinentaltitel von Oleksandr Cherviak vereinigte. Im Dezember folgte ein einstimmiger Punktsieg gegen Dariusz Sęk.
Am 21. März 2015 verlor Krasniqi gegen Jürgen Brähmer, WBA-Weltmeister im Halbschwergewicht, in der 10. Runde durch TKO.
Am 10. Oktober 2020 schlug er in der GETEC Arena in Magdeburg den zu jener Zeit amtierenden IBO-Weltmeister und WBA-Interimsweltmeister Dominic Bösel in der dritten Runde durch Knockout und wurde so Weltmeister seiner Gewichtsklasse. Im Rückkampf am 9. Oktober 2021 verlor er seinen Titel wieder an Bösel nach einer Split Decision. Nach dem Kampf legte Robin Krasniqi sowohl bei der IBO als auch beim BDB Protest gegen das Kampfurteil ein.